# Ofrenda votiva

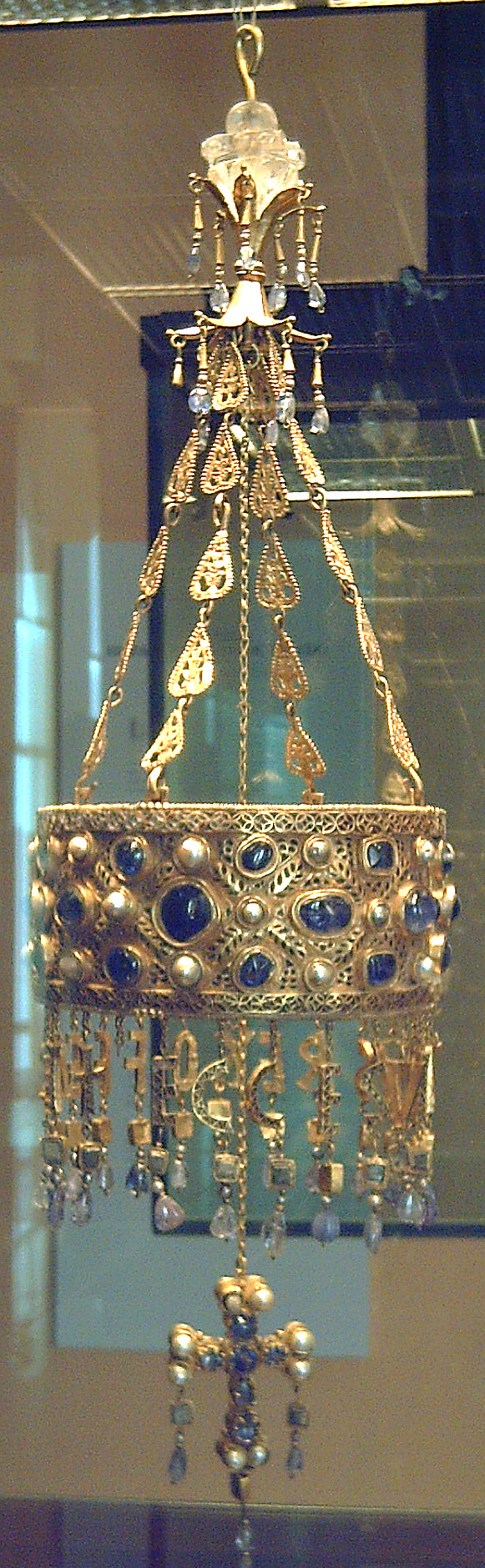
Corona votiva del rey visigodo Recesvinto, parte de Tesoro de Guarrazar, y hecha de oro y piedras preciosas en la segunda mitad del siglo VII. Museo Arqueológico Nacional de España, Madrid.

Una ofrenda votiva (del latín votivus: «prometido, perteneciente a una ofrenda o exvoto»)es un objeto dejado en un lugar sagrado por motivos rituales. Estos objetos son característicos de sociedades modernas y antiguas, y suelen hacerse para ganar el favor de fuerzas sobrenaturales, como atestiguan las fuentes históricas griegas y romanas, si bien actos parecidos se siguen haciendo en la actualidad, como por ejemplo en los pozos de los deseos o las permanentes llamas votivas.

## Neolítico
En Europa las ofrendas  datan del Neolítico, con tesoros de hachas pulidas, alcanzado su cima a finales de la Edad del Bronce. Artefactos valiosos tales como espadas y puntas de lanza eran aparentemente enterrados o más comúnmente arrojados en masas de agua o turberas, de forma que no pudiesen ser recuperados. A menudo todos los objetos hallados en un tesoro aparecen rotos.

## Roma
En época romana las ofrendas votivas tienen distinta representación dependiendo motivo de su realización.
La mayoría de las ofrendas votivas en época republicana e imperial se encuentran en los templos. Durante las prácticas religiosas en los templos se colocaba una serie de exvotos, los más comunes son estatuillas de terracota, un material poco valioso porque tras un tiempo, cuando las ofrendas se acumulaban en el templo, se retiraban para hacer espacio a nuevas ofrendas. Las formas de estas estatuillas varían entre humanos recreando la entrega de la ofrenda y, en algunos casos, representaciones de animales.
Otro elemento que acompaña a las figurillas son las inscripciones votivas. La realización de la inscripción tiene dos posibles motivos que se reflejan en las fórmulas do ut des (doy para que des) y do ut dedisti (doy porque diste). Se colocan siempre en los templos, esto es así porque se dedicaban a un dios con el objetivo de que este le cumpliera al dedicante su deseo o, por el contrario, a modo de agradecimiento por habérselo cumplido con anterioridad. Puede darse el caso de que solo se nombre a un dios, pero también existen casos donde el dedicante, para no enfadar a otros dioses, los incluye en la inscripción con la fórmula Ceterisque dis deabus que immortalibus.
Otro elemento votivo empleado durante la época romana es el ara votiva, pero no es propia de esta cultura, encontramos aras votivas en culturas anteriores como la griega y egipcia. Al igual que en las inscripciones votivas son a los dioses a los que está dedicada el ara. Sin embargo, existen cosas donde se dedica a un personaje destacado en un campo, generalmente político y militar, a modo de honra por su labor.

### Religión
Dentro de la religión romana existe una tradición en torno al culto privado. Las familias se encargaban en el seno de su hogar de realizar rituales a los Lares. Cada familia realizaba el culto en un ambiente íntimo y en muchos casos no se veía bien compartir la información con gente fuera del círculo familiar, lo que significa que en cada casa . Se sabe que las ofrendas podían variar entre: coronas de flores, vino, incienso y, en algunos casos, se realizaban sacrificios animales que se entregaban en platos de oro y plata para honrar a los dioses del hogar.

## Cristianismo
Con el cristianismo como religión principal la fe de los exvotos se materializa representando el milagro. Los motivos por los que el creyente realiza una ofrenda pueden ser variados: regresar de la guerra, curar una enfermedad o tener un buen matrimonio. La forma de representar el exvoto era en forma de inscripción o cartel que se depositaba siempre en las iglesias.
Entre las diferentes ofrendas podemos encontrar:
- objetos enmarcados en cabello

- artesanales que representan el cuerpo humano o una parte de este
- prendas de vestir
- cuadros[6]

- las cruces votivas, pendían habitualmente del centro de las coronas y servían para cruz de altar al mismo tiempo
- los cálices votivos. Eran preciosos y grandes vasos en forma de cáliz, labrados con el mismo fin que el de las coronas y cruces
- las coronas votivas. Datan desde los primeros siglos de la paz y tuvieron gran importancia en época visigoda continuando en la románica

Todos estos tipos de exvotos se ubican dentro de las iglesias, específicamente en el altar donde eran más visibles. 
Aunque en formas distintas, el uso de las ofrendas ha continuado hasta nuestros días como es de ver en multitud de objetos que penden constantemente en las capillas o santuarios más famosos.